# HMS Superb (25)
HMS Superb var en lätt kryssare av Minotaur-klass i Royal Navy. Fartyget togs i tjänst 1945 och hade en kort karriär innan det togs ur bruk 1957 efter att moderniseringen avbrutits. Hon skrotades 1960.

## Design och beskrivning
Superb var den sista av Minotaur-kryssarna som byggdes och färdigställdes enligt en något annorlunda design än de tidigare medlemmarna i klassen, hon var bland annat 30 centimeter bredare än sin omedelbara föregångare HMS Swiftsure. Byggandet av hennes ofullbordade systerfartyg avbröts efter krigsslutet och de skrotades senare eller omvandlades till den nya Tiger-klassen. Superb själv var planerad att få helautomatiska 15,2 cm och 7,6 cm/70-kanoner såsom Tiger-klassen och skulle ha varit mycket lämpligare för en sådan modernisering än den smalare Swiftsure. Planerna på att modernisera Superb vid tiden för 1957 års Defence Review var mycket mer begränsade och skulle ha liknat moderniseringen av HMS Belfast, med det nya eldledningssystemet MRS8 för fyra dubbla 10,2 cm kanoner och sex dubbla Bofors 40 mm L70 kanoner samt ny radar och en datalänk till de moderniserade hangarfartygen Victorious och Hermes. Superbs ombyggnad avbröts i april 1957.

## Konstruktion och tjänstgöring
Superb kölsträcktes på Swan Hunter & Wigham Richardson i Wallsend, Tyne and Wear den 23 juni 1942. Fartyget sjösattes den 31 augusti 1943 och togs i bruk den 16 november 1945.
Superb var inblandad i Incidenten i Korfukanalen 1946, men hade i övrigt en oansenlig karriär. År 1953 deltog hon i flottuppvisningen för att fira drottning Elizabeth II:s kröning. 1953 var kryssaren en tid flaggskepp för konteramiral Sir Herbert Packer, rustades upp 1955–1956 och togs ur bruk 18 månader senare, i december 1957. Hon godkändes för avyttring två år senare och anlände till Arnott Youngs varv i Dalmuir den 8 augusti 1960 för att skrotas.
Även om Superb var den senaste i raden av kryssare med 15,2 cm kanoner som färdigställdes (Minotaur-klassen från 1943 följde direkt efter Colony-klassen från 1938 och Town-klassen från 1936), var hon också en av de första av denna typ som skrotades. Planerna på att modernisera henne övergavs efter 1957 års försvarsöversyn. Inga fler moderniseringar av kryssare godkändes, eftersom nya fartyg med robotar skulle få företräde. Fartyg från före kriget höll längre, vilket visar skillnaden mellan byggnormerna i fredstid och krigstid.